# Regii nisipurilor
„Regii nisipurilor” (din engleză Sandkings) este o nuveletă/povestire științifico-fantastică & fantezie din 1979 scrisă de George R. R. Martin. Povestirea a fost recompensată cu ambele mari premii ale SF-ului mondial: Nebula în 1979 și Hugo în 1980. Povestirea deschide o nouă orientare în proza sa scurtă, orientare în care excelează, așa cum dovedesc multe din povestirile din culegerea cu același nume din 1982 sau unele texte publicate în reviste ca Analog, Fantasy and Science Fiction sau Asimov's Science Fiction. Culegerea de povestiri a câștigat Premiul Hugo pentru cea mai bună nuveletăîn 1980, Premiul Locus în 1982 și a fost nominalizată la Premiul Hugo pentru cea mai bună nuveletă.

## Povestea
Simon Kress trăia singur într-un mare conac în deșert la 50 km de Asgard, cel mai mare oraș de pe planeta Baldur. Îi plăcea să-și impresioneze prietenii cu animale ciudate, iar Asgard era locul perfect de unde le cumpăra. Într-o astfel de călătorie găsește un magazin nou apărut pe a cărui vitrină scria: Wo. Și. Shade. Importatori. Artefacte. Artă. Forme de viață. Și. Altele. Doamna Wo îi arată  un bazin mare, acoperit cu plastic, un terariu având în interior pe o suprafață de 2 metri pătrați un deșert în miniatură. Nisipul era gălbui-roșcat, roci: bazalt, cuarț, granit. În fiecare colț se afla câte un castel, dar al patrulea era distrus, în timp ce celelalte trei erau grosolan construite, dar intacte. Wo îi spune că acele creaturi minuscule care mișunau prin castele sunt regi de nisip, dar Simon Kress le numește doar insecte. Doamna Wo îi explică că sunt patru forme de viață complexe care se luptă între ele, iar a patra, cea cu castelul distrus a fost învinsă de o alianță a celorlalte trei și a murit. Ea a proiectat o hologramă cu fața ei în bazin, iar mobilii (regii deșertului) au redat pe castelele lor fața acestui zeu prezentat senin și pașnic, dovedind astfel capacitățile psionice ale acestora, un fel de telepatie.
În cele din urmă Simon Kress cumpără un astfel de bazin și-l instalează acasă cu patru burți (regine) în stare latentă. După cinci zile apare primul mobil, un alb singuratic. În a șasea zi apar mai mulți, albi, roșii și negrii. Abia în a șasea zi apar cei portocalii. Castele încep să fie construite, ca de obicei portocalii terminând ultimii. Kress era dezamăgit și nervos pentru că zilele treceau, el își pierdea timpu numai în fața bazinului, dar regii de nisip tot nu se războiau. Îi vine ideea să nu-i mai hrănească astfel că încep luptele, prima oară patru negri înconjurând un portocaliu și ducându-l la burta lor să se hrănească. Aruncă apoi puțină mâncare în bazin și se iscă un război în trei, iar albii câștigă. 
După o lună de la cumpărarea bazinului conectează proiectorul holografic cu chipul lui, sarcastic, cu ochii albaștri care scăpărau. Iar portocalii au terminat ultimii de înfățișat chipul pe castelul lor, iar imaginea pe care o sculptaseră era grosolană și caricaturală. 
Organizează o petrecere, la care invită 30 de persoane, printre care și pe Wo și Shade. Dar vine decât Wo singură. Simon Kress înfometase special regii nisipurilor câteva zile pentru a da o luptă pe cinste în fața oaspeților săi. Wo se ceartă cu Kress deoarece îi spune să nu-i mai înfometeze pentru un război primitiv, să-i lase în pace și astfel vor purta războaie mult mai complexe, la timpul și din motivele lor. Kress îi spune că e la el acasă și face ce vrea el. Cu timpul se plictisește de pariurile pe cere le făcea referitor la luptele lor. Prietenul lui, Jad Rakkis, care deja pierduse o avere la pariuri, aduce un păianjen veninos de deșert și pariază că va ieși victorios. Regii nisipurilor se aliază pentru a-l distruge. Rakkis aduce apoi 4 șerpi, dar și aceștia sunt omorâți. 
Este vizitat de fosta lui prietenă, Cath, care era oripilată de cum se comporta Kress cu regii nisipurilor și încearcă să spargă bazinul. Din greșeală Kress o omoară cu o spadă, nu înainte ca aceasta să provoace fisuri bazinului prin care încep să iasă afară regii nisipurilor.
Kress fuge speriat de acasă și când se întoarce găsește pe albi târând corpul lui Cath spre noul lor castel din pimniță pentru a hrăni burta. Pe ceilalți regi nu-i vede nicăieri. A doua zi pe negri îi vede în grădina lui japoneză iar pe albi în fundul piscinei sale părăsite.
Curând, afară și în casă, începe o luptă pe viață și pe moarte...

## Descriere
Un rege de nisip are o lungime de cca. 1 cm (cam cât o unghie de lungă). Are șase picioare și șase ochi dispuși de jur-împrejurul trupului. Un sistem complicat de mandibule clămpănesc vizibil. Două antene fine și lungi descriu traiectorii diverse prin aer. Au culoarea neagră, dar platoșa este portocalie, albă, neagră sau roșie. Exoscheletul chitinos este lepădat la maturizare, dar într-un bazin de 2 metri pătrați nu se întâmplă așa ceva. Membranele anterioare au rol de mâini cu care lucrează. Sunt prevăzute cu un fel de degete: 3 teancule mici și flexibile. Un fel de regină, numită burtă de Wo trăiește în fiecare castel și naște și hrănește regii de nisip. Ei pot fi hrăniți și din exterior printr-un mecanism aflat pe capac.

## Adaptări
- Regii nisipurilor, regia Stuart Gillard, sezonul 1, episoadele 1-2 ale serialului La Limita Imposibilului  din 1995. A avut premiera la 26 martie 1995.
- Subiectul este parodiat în serialele Familia Simpson (episodul „Treehouse of Horror VII”), South Park și Futurama.[3]